# Мишничен мускул
Мишничният мускул (Musculus brachialis) води началото си от предната страна на раменната кост дистално (по-отдалечено от торса) от залавното място на клюно-мишничния и делтовидния мускул и се залавя върху предната повърхност на лакътната кост за грапава издатина, наречена Tuberositas ulnae. Мускулното коремче е разположено под двуглавия мишничен мускул.
Функцията на този мускул е сгъване на лакътната става, независимо от пронацията и супинацията на предмишницата.